# Cserepanovo
Cserepanovo (oroszul: Черепаново) város Oroszország ázsiai részén, a Novoszibirszki területen, a Cserepanovói járás székhelye.
Népessége: 19 803 fő (a 2010. évi népszámláláskor).

## Elhelyezkedése
Novoszibirszktől 109 km-re délkeletre, az R256-os főút (oroszul: ) Novoszibirszk–Barnaul közötti szakasza mentén helyezkedik el. Vasútállomás a két város közötti vasútvonalon.

## Története
Az európai országrészből érkezett telepesek kis falujából 1912-ben, a vasútvonal építésekor alakult ki Szvobodnij ('Szabad') település. 1921-ben ujezd székhelye, 1925-ben pedig Cserepanovo elnevezéssel város és járási székhely lett.
Építőanyagipara jelentős, itt működik Nyugat-Szibéria egyik legnagyobb téglagyára. A cég 2017-ben csődeljárás alá került.